# 彭特科斯特岛

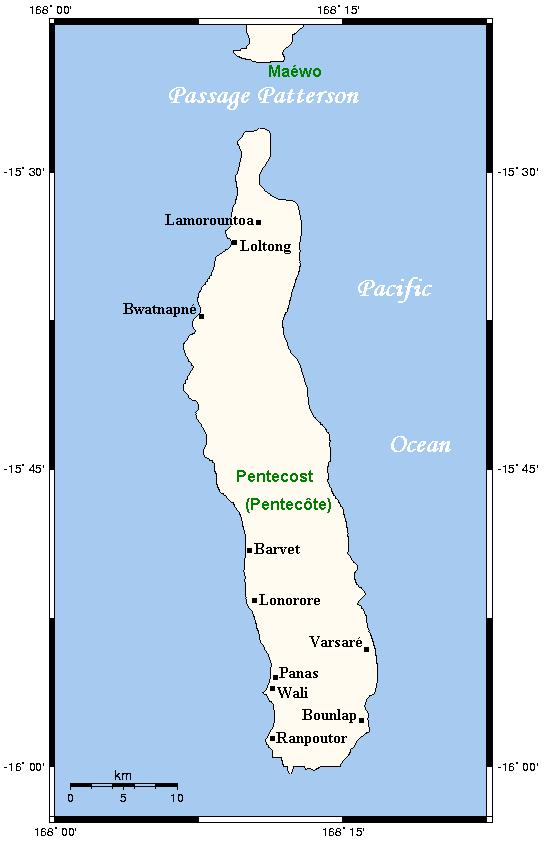
彭特科斯特岛

彭特科斯特岛（英语：Pentecost Island，法语：Île de Pentecôte），瓦努阿图岛屿之一，位于该国首都维拉港以北190公里。总面积490 km²，人口12,000(1999年)。

## 地理
彭特科斯特岛南北长约60公里。岛上多山。该岛东岸人口稀少，该岛大部分人口居住于西岸。